# Strada nazionale delle Puglie
La strada nazionale 54 delle Puglie (poi ridenominata strada nazionale 80 della Campania e delle Puglie nel quinquennio 1923-1928) era una strada nazionale del Regno d'Italia, che congiungeva Napoli a Foggia.

## Storia
Il tracciato ripercorreva essenzialmente quello della storica strada regia delle Puglie, le cui origini possono essere attribuite a re Filippo II d'Asburgo che ne ordinò la realizzazione nel corso del Cinquecento, benché l'effettiva apertura al traffico avvenne soltanto agli inizi del secolo successivo; nel 1608 furono costruite anche le numerose regie fontane tuttora esistenti, di notevole valore storico e architettonico.
Fu però re Carlo III di Borbone, nel corso del Settecento, a rimodernare integralmente l'arteria e ad adornare le regie fontane con il proprio stemma reale, in alcuni casi ancora evidente. La manutenzione della strada avvenne comunque tra non poche difficoltà, soprattutto nel tratto che attraversa la valle del Cervaro a causa della perenne frana di Montaguto che, alcuni secoli più tardi, avrebbe poi causato disagi ancora più gravi.

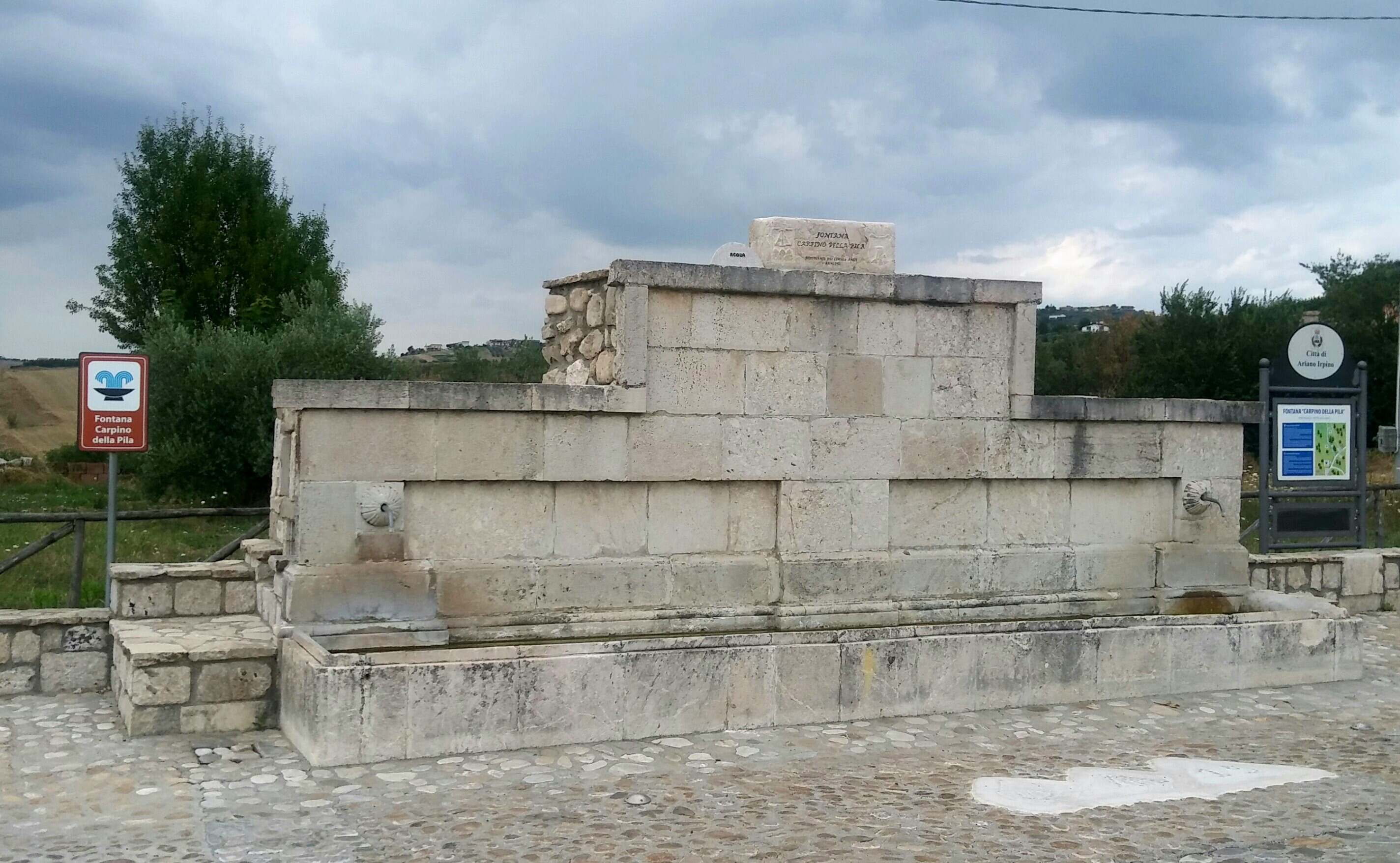
Una delle règie fontane, il cosiddetto Càrpino della Pila, in agro di Ariano di Puglia (l'attuale Ariano Irpino)

La strada nazionale 54 delle Puglie (così ufficialmente denominata in epoca post-unitaria) aveva origine in Napoli, ma a partire dagli inizi del XX secolo il suo punto d'inizio fu stabilito in località Ponte Ciccione; i centri abitati attraversati direttamente erano Cimitile, Sperone, Baiano, Mugnano del Cardinale, Avellino, Pratola Serra, Dentecano, Campanariello, Grottaminarda e Ariano di Puglia; in quest'ultima cittadina era situato il punto più elevato in altitudine dell'intera via. Nel 1923 l'arteria, ribattezzata strada nazionale 80 della Campania e delle Puglie, riprese però la direttrice iniziale secondo il percorso "Napoli - Marigliano - Avellino - Pratola - Grottaminarda - Ariano - Foggia".
Nel 1928, in seguito all'istituzione dell'Azienda Autonoma Statale della Strada (AASS) e alla contemporanea ridefinizione della rete stradale nazionale, il suo tracciato venne attribuito in parte a un tratto intermedio della strada statale 7 Via Appia (da Napoli ad Avellino) e in parte all'intera strada statale 90 delle Puglie (da Avellino a Foggia).